# Comité monetário

Uso mundial do dólar americano e do euro (2007):
Estados Unidos
Adotantes externos do dólar americano
Moedas atreladas ao dólar americano
Moedas indexadas ao dólar dos EUA com banda estreita
Zona do Euro
Adotantes externos do euro
Moedas indexadas ao euro
Moedas indexadas ao euro com banda estreitaObserve que o rublo bielorrusso está atrelado ao euro, rublo russo e dólar americano em uma cesta de moedas.

Um comité monetário, fundo de estabilização cambial ou Currency Board é um sistema de administração monetária que tem a função de manter a paridade cambial fixa em relação a uma moeda estrangeira. É, portanto, um agente de estabilização cambial.

## História
Eles chegaram a ser usados na Argentina, Hong Kong desde 1983, Cingapura, em algumas das novas repúblicas no Báltico (Estônia e Lituânia), em Brunei e em Djubuti, e no Brasil de 1906 a 1920. 
O dólar de Cingapura nasceu ancorado à libra esterlina, depois passou para o dólar, e depois para uma cesta de moedas, forneceu preços estáveis (uma das menores inflações de preço do mundo) e uma moeda plenamente segura e conversível, o que atraiu investimentos estrangeiros maciços.